# Liste des résolutions du Conseil de sécurité des Nations unies adoptées en 1981
Les résolutions du Conseil de sécurité des Nations unies sont les décisions qui sont votées par le Conseil de sécurité des Nations unies.
Une telle résolution est acceptée si au moins neuf des quinze membres (depuis le 17 décembre 1963, 11 membres avant cette date) votent en sa faveur et si aucun des membres permanents qui sont la Chine, les États-Unis, la France, le Royaume-Uni et l'Union soviétique (la Russie depuis 1991) n'émet de vote contre (qui est désigné couramment comme un veto).

## Résolutions 485 à 499
- Résolution 485 : Israël-République arabe syrienne (adoptée le 22 mai 1981).
- Résolution 486 : Chypre (adoptée le 4 juin 1981).
- Résolution 487 : Irak-Israël (adoptée le 18 juin 1981).
- Résolution 488 : Israël-Liban (adoptée le 19 juin 1981).
- Résolution 489 : nouveau membre : Vanuatu (adoptée le 8 juillet 1981).
- Résolution 490 : Liban (adoptée le 21 juillet 1981).
- Résolution 491 : nouveau membre : Belize (adoptée le 23 septembre 1981).
- Résolution 492 : nouveau membre : Antigua-et-Barbuda (adoptée le 10 novembre 1981).
- Résolution 493 : Israël-République arabe syrienne (adoptée le 23 novembre 1981).
- Résolution 494 : élection du Secrétaire général (adoptée le 10 décembre 1981).
- Résolution 495 : Chypre (adoptée le 14 décembre 1981).
- Résolution 496 : Seychelles (adoptée le 15 décembre 1981).
- Résolution 497 : Israël-République arabe syrienne (adoptée le 17 décembre 1981).
- Résolution 498 : Israël-Liban (adoptée le 18 décembre 1981).
- Résolution 499 : Cour internationale de justice (adoptée le 21 décembre 1981).